# Lake Dalecarlia
Lake Dalecarlia – jednostka osadnicza w Stanach Zjednoczonych, w stanie Indiana, w hrabstwie Lake.